# 斯奧巴爾德斯高夫站
斯奥巴尔德斯高夫站（英語：Theobalds Grove railway station）是伦敦地上铁李河谷線的一座车站，位于赫特福德郡，属于第7收费区。

## 歷史
1891年10月1日，本站開通，為大東部鐵路的一部分。1904年，因附近通往沃尔瑟姆十字的有軌電車的開通，使得客流下降。導致車站在1909年10月1日停止客運服務。但車站曾在1915年3月1日至1919年7月1日短暫的對軍工廠工人服務過，此後的很長時間，車站只有貨運服務。在1960年11月21日，車站重新啟用。1967年，本站貨運業務關閉，貨場改為停車場用途。1980年代起，車站拆除了舊雨棚，通往站台的樓梯也由木製改為鋼製。2013年1月2日，本站可以使用蠔卡。2015年5月31日，本站的經營權由大盎格利亞移交至倫敦地上鐵。